# Bonorva
Bonorva là một đô thị ở tỉnh Sassari trong vùng Sardinia, có khoảng cách khoảng 140 km về phía bắc của Cagliari và cách khoảng 40 km southvề phía đông của Sassari. Tại thời điểm ngày 31 tháng 12 năm 2004, đô thị này có dân số 3.954 người và diện tích là 149,3 km².
Đô thị Bonorva có các frazione (đơn vị cấp dưới) Rebeccu.
Bonorva giáp các đô thị: Bolotana, Bono, Bottidda, Cossoine, Giave, Illorai, Ittireddu, Macomer, Mores, Nughedu San Nicolò, Semestene, Torralba.